# المغير (رام الله)
المغير قرية فلسطينية في محافظة رام الله والبيرة شمال الضفة الغربية، تقع على بعد 27 كم شمال شرق مدينة رام الله، و34 كم جنوب شرق مدينة نابلس، وفقًا للجهاز المركزي للإحصاء الفلسطيني بلغ عدد سكان القرية 2,872 نسمة في عام 2017.

## التاريخ
عُثِر في القرية على آثار من العصور البيزنطية، والأموية والمملوكية.

### العهد العثماني
تبعت المغير إلى الدولة العثمانية في عام 1517 مع كل فلسطين، وكانت تتبع ولاية شرق بيروت في الشام. في عام 1596 ظهر لأول مرة اسم المغير في سجلات الضرائب العثمانية وكان يسكنها 25 أسرة، وكانت إدارياً تتبع ناحية جبل عيبال ضمن سنجق نابلس، حيث دفعوا معدل ثابت للضريبة بنسبة 33,3٪ على المنتجات الزراعية المختلفة، مثل القمح، والشعير، والمحاصيل الصيفية، والزيتون، والماعز، وخلايا النحل بما مقداره 4,500 آقجة. تم العثور على آثار تعود للعهد العثماني في القرية.
في عام 1838 زار الباحث الأمريكي إدوارد روبنسون القرية وذكر أنها «قرية مسلمة ضمن منطقة البيتاوي، جنوب شرق نابلس». وفي عام 1852، وصف القرية بأنها: «قرية كبيرة الحجم، مبنية من حجارة محفورة»، وأشار إلى أن سكان القرية «كانوا مدنيين تمامًا، وأجابوا بسهولة على جميع استفساراتنا.»
في أواخر العهد العثماني، في عام 1870، وصل المستكشف الفرنسي فيكتور جويرين إلى المغير، ووصفها بأنها: قرية مهجورة إلى حد كبير من سكانها، بسبب نقص مياه الشرب. ولاحظ أيضًا مسجدًا صغيرًا به عدد من الأحجار التي تبدو قديمة. كان هناك أيضًا العديد من الكهوف المحفورة في الصفر والتي بدت أيضًا قديمة.
عام 1882، أجرى صندوق استكشاف فلسطين الغربية مسحاً للقرية ووصفها بأنها «قرية صغيرة من منازل حجرية، على سلسلة من التلال، مع حقول زيتون غربها، وأرض للذرة في المرج وإلى الشمال من القرية أيضًا.»

### الانتداب البريطاني
في عام 1917، وقعت المغير بيد الجيش البريطاني، ودخلت القرية مع باقي فلسطين مظلة الانتداب البريطاني على فلسطين عام 1920 حتى وقوع النكبة عام 1948.
أجرت سلطات الانتداب البريطاني تعداداً عاما للسكان عام 1922، وقد بلغ عدد السكان حوالي 179 نسمة وجميعهم مسلمون، ثم ازداد عددهم حتى وصل إلى 204 نسمة يسكنون في 41 منزلًا وجميعهم مسلمين في تعداد عام 1931.
في إحصائيات عام 1945، بلغ عدد سكان المغير مع سكان خربة جبعيت نحو 290 نسمة جميعهم من المسلمين، وكانت مساحة القرية حوالي 33,903 دونمًا، وفقًا لمسح رسمي للأراضي والسكان. كان من هذه المساحة، 361 دونمًا عبارة عن مزارع وأراضي قابلة للري، و 6,908 دونمًا مخصصة للحبوب، في حين أن 34 دونمًا كانت أرض مبنية.

### الإدارة الأردنية
في أعقاب حرب 1948، وبعد هدنة 1949، أتبعت المغير للحكم الأردني بين حربي 1948 و1967، وكان عدد سكانها آنذاك حوالي 365 نسمة عام 1961.

### النكسة
وقعت القرية تحت الاحتلال الإسرائيلي بعد حرب 1967.

### السلطة الفلسطينية
وفقًا لاتفاقية أوسلو الثانية المؤقتة الموقعة بين منظمة التحرير الفلسطينية وإسرائيل في سبتمبر 1995، قسمت أراضي قرية المغير إلى مناطق مصنفة سياسيًا وهي منطقة «ب» ومنطقة «ج».
- تم تصنيف ما يقرب من 1,934 دونمًا (5.9٪ من إجمالي مساحة القرية) على أنها المنطقة (ب)، حيث للسلطة الوطنية الفلسطينية سيطرة كاملة على الشؤون المدنية، دون الشؤون الأمنية التي تواصل إسرائيل تحمل مسؤوليتها.
- تم تصنيف مساحة القرية المتبقية التي تشكل ما يقرب من 31,121 دونمًا (94.1٪ من إجمالي مساحة القرية) على أنها المنطقة (ج)، حيث تحتفظ إسرائيل بالسيطرة الكاملة على الشؤون المدنية والأمنية. وتحظر إدارة المباني أو الأراضي الفلسطينية إلا بموافقة وتفويض من الإدارة المدنية الإسرائيلية. وفقًا للقرويين، تمت مصادرة 75٪ من أراضيها لصالح المستوطنات الإسرائيلية والقواعد العسكرية والمحميات الطبيعية.[17][18]

## الجغرافيا
تقع قرية المغير على بعد 18.6 كم أفقيًا شمال شرق مدينة رام الله. تحدها فصايل من الشرق، وترمسعيا، وخربة أبو فلاح من الغرب، ودوما، وجالود من الشمال، وكفر مالك، والعوجا من الجنوب.

## السكان
دخلت فلسطين وفود كبيرة عبر العصور من تجار وغيرهم؛ وذلك لموقعها الهام كنقطة وصل بين القارات، ومركز للحضارات والأديان.
| السنة      | (1922) | (1931) | (1945) | (1961) | (1997) | (2007) | (2017) |
| ---------- | ------ | ------ | ------ | ------ | ------ | ------ | ------ |
| عدد السكان | 179    | 204    | 290    | 365    | 1,705  | 2,336  | 2,872  |

## الاستيطان

### أحداث
- وفقًا لصحيفة الإيكونومست في أكتوبر 2009، أقدم مستوطنو عادي عاد على تدمير 200 شجرة زيتون تخص قرويين من المغير.[21] إن شهر أكتوبر هو وقت حصاد أشجار الزيتون، وغالبًا ما يكون وقت «توتر بين المزارعين الفلسطينيين والمستوطنين اليهود»، وقد ربطت الإيكونومست تدمير الأشجار بسياسة تدفيع الثمن.[21]

في منشورها الصادر عام 2009 بعنوان "Tree Flags"، وصفت الباحثة القانونية والإثنوغرافية إيروس برافرمان كيف يعرّف الفلسطينيون بساتين الزيتون كرمز لارتباطهم الزراعي الثابت الطويل بالأرض.
«أكثر من 80,000 مزارع فلسطيني يستمدون جزءًا كبيرًا من دخلهم السنوي من الزيتون. إن حصاد الزيتون وعصر الزيت وبيع المنتج وتقاسمه يعد من طقوس الحياة».
- في 12 نوفمبر 2014، تعرض مسجد المغير لأضرار جسيمة جراء إحراقه على أيدي المستوطنين، فيما يُعتقد أنه اعتداء من عصابات تدفيع الثمن.[26] وفقًا لصحافي هآرتس حاييم ليفينسون، كان هذا المسجد العاشر الذي يتعرض للحرق في الضفة الغربية منذ يونيو 2011، ولم يؤد أي تحقيق على الإطلاق إلى لائحة اتهام.[27]

- في 25 نوفمبر 2018، تسبب هجوم آخر لعصابات تدفيع الثمن بإتلاف 8 سيارات، وكتابة شعارات معادية للعرب مثل «الموت للعرب» و«الثأر» على السيارات وجدران المنازل.[28]
- في 26 يناير 2019، استشهد أحد سكان القرية حمدي طالب نعسان، 38 عاماً وهو أب لأربعة أطفال صغار. بعيار ناري في الظهر، وجُرح 10 فلسطينيين آخرين. بعد إطلاق مستوطني عادي عاد الأعيرة النارية أثناء مهاجمتهم منازل القرية. اعتقد جيش الاحتلال الإسرائيلي أن المستوطنين الإسرائيليين من عادي عاد الذين أطلقوا الأعيرة النارية. وقال رئيس مجلس قروي المغير لصحيفة هآرتس: «لسنا متأكدين تمامًا من الذي أصيب بنيران الجيش الإسرائيلي ومن أصيب برصاص المستوطنين.»[29][30][31][32][33][34]
- في يناير 2019، تم قطع خمسة وعشرين من أشجار الزيتون البالغة من العمر أكثر من 35 عامًا بواسطة مستوطنين غادروا سياراتهم على طريق مؤدي إلى مخفر إسرائيلي مجاور في مستوطنة شيلو جنوب محافظة نابلس، لكن السلطات الإسرائيلية لم تتخذ أي إجراء تأديبي.[28]
- في 24 نيسان 2024، تعرضت قرية المغير لهجوم عنيف من قبل المستوطنين، حيث تجمع المستوطنون وأغلبيتهم مسلحون بحجة البحث عن مستوطن مفقود من البؤرة الإستيطانية القريبة، وهاجموا المنطقة في مجموعات حاصرت المنازل وأطلقت النار عليها وبدأت بإضرام النار بالمنازل بحماية من قوات الإحتلال، وطوقت أيضاً قوات الإحتلال القرية و منعت الدخول إليها و الوصول إلى المنطقة المستهدفة لمساعدة المواطنين و صد العدوان عليها، وتم الإعتداء على الطواقم الطبية والصحفية وحرق المركبات. إستمر العدوان ما يقارب 8 ساعات متواصلة، ونتجية هذا العدوان استشهد الشاب جهاد عفيف أبو عليا 26 عاماً، وإحراق ما يقارب عشرات المنازل والمركبات.[35][36][37]

## وصلات خارجية
- صفحة قرية المغير (رام الله) في موقع "فلسطين في الذاكرة"
- ملف قرية المغير (رام الله)، معهد الأبحاث التطبيقية - القدس
- صورة جوية للقرية